# L'Apparition de la Vierge à saint Bernard (Le Pérugin)
Pour les articles homonymes, voir L'Apparition de la Vierge à saint Bernard.
L'Apparition de la Vierge à saint Bernard  (en italien : Apparizione della Vergine a san Bernardo) est une peinture à thème religieux du Pérugin, datant de 1488 - 1489 environ, conservée à la Alte Pinakothek à Munich.

## Histoire
L'œuvre est un retable provenant de la chapelle Nasi dans la basilique Santo Spirito  ou, selon d'autres sources, de la chapelle de l'Église Santa Maria Maddalena dei Pazzi à Florence. Elle a été achetée en 1829 - 1830 par Louis Ier de Bavière et, par la suite, confiée au musée Alte Pinakothek où elle est toujours conservée.

## Thème
L'Apparition de la Vierge à saint Bernard est un thème de l'iconographie chrétienne qui montre Saint Bernard de Clairvaux (1090-1153) à son pupitre, écrivant et recevant la visite de la Vierge Marie, une apparition  au fondateur de l'abbaye de Clairvaux ayant participé au développement du culte marial.

## Description
La Vierge et saint Bernard, au centre, se font face, séparés par une table à lutrin sur lequel un livre est ouvert, la Vierge debout, portant les traditionnelles couleurs rouge et bleue, à gauche regardant le saint assis, et montrant le livre du doigt ;  le saint habillé de blanc la regarde également, les mains ouvertes paumes vers la Vierge.
De part et d'autre de ces deux figures saintes principales, d'autres figures, deux de chaque côté, complètent le  groupe jusqu'aux bords du tableau : derrière la Vierge un  ange dont on perçoit les ailes, et devant, un personnage portant livre ; derrière saint Bernard, deux personnages portent également chacun un livre, celui de droite au visage barbu, l'autre glabre tenant  un stylet ;  tous   portent une auréoles transparente elliptique.
Le lieu qui les accueille est une architecture symétrique de dix  colonnes à chapiteaux en saillie, surmontées de voûtes à arcs à plein cintre qui commence dès le premier plan, au sol un carrelage commence la représentation  perspective monofocale à point de fuite central, qui s'ouvre dans le fond sur un paysage de deux blocs collinaires affichant chacun un arbre isolé détaillé, séparés par un cours d'eau qui rejoint la ligne d'horizon. La colline de gauche affiche à ses pieds une ville et son clocher. Une montagne bleutée se détache au-delà, sur un ciel blanc qui devient bleu vers le haut de la dernière arcade centrale.

## Analyse
Les personnages possèdent une monumentalité statique et isolée, avec une couleur très épaisse et souple, qui fait apparaître une forte tridimensionnalité.
Les gestes et les expressions font que l'atmosphère de la scène est calme et sereine. Les sentiments sont à peine suggérés, les couleurs sont vives mais délicates se fondant les uns dans les autres, créant de la sorte un effet de volume qui s'amplifie dans l'espace suggéré par les perspectives géométrique et aérienne du paysage.
Les visages sont typiques de l'artiste, comme celui de la Vierge qui est issu de celui de son épouse qui a également inspiré une grande partie de la production juvéniles de Raphaël.
Ce « sfondo a portico »  est fréquemment représentée dans les productions du Pérugin dans les deux dernières décennies du XVe siècle : on retrouve cette particularité dans le polyptyque Albani Torlonia, L'Annonciation de Fano, La Vierge à l'Enfant entre les saints Jean-Baptiste et Sébastien et dans la Pietà.
L'atmosphère de la scène est calme et sereine. Les sentiments sont à peine suggérés, les couleurs sont vives mais délicates se fondant les unes dans les autres, créant de la sorte un effet de volume qui s'amplifie dans l'espace suggéré par la perspective géométrique et aérienne du paysage.

## Sources
- (it) Cet article est partiellement ou en totalité issu de l’article de Wikipédia en italien intitulé « Apparizione della Vergine a san Bernardo (Perugino) » (voir la liste des auteurs).